# Puègserguièr
Puègserguièr (en francès i forma oficial Puisserguier) és un municipi occità del Llenguadoc del departament de l'Erau a la regió d'Occitània.

## Personatge cèlebres
- Loís Roquièr (1863-1939), escriptor occità.